# Pháo binh

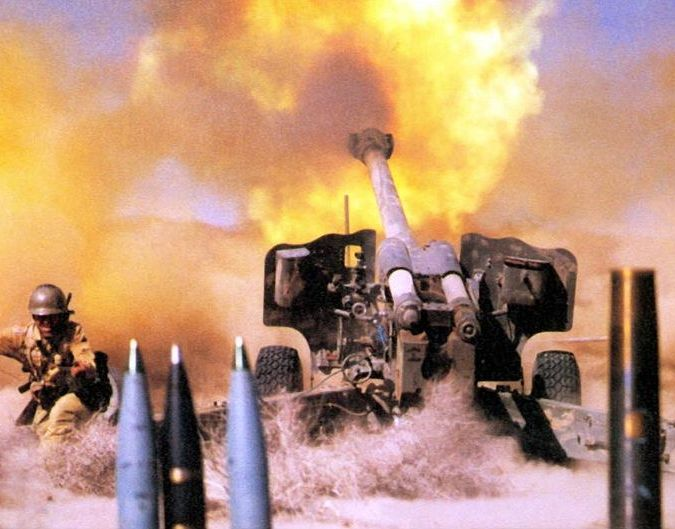
Khẩu Pháo D-20 Cỡ 152mm của Iran được sử dụng trong Chiến Tranh Iran-Iraq

Pháo binh là lực lượng tác chiến của quân đội nhiều nước; lực lượng hỏa lực chủ yếu của lục quân, thường được trang bị các loại pháo, tên lửa và súng cối, dùng để sát thương, tiêu diệt các mục tiêu và trực tiếp chi viện hỏa lực cho các lực lượng tác chiến trên mặt đất, mặt nước, có thể chiến đấu hiệp đồng hoặc độc lập.